# Fred il cavernicolo
Fred il cavernicolo (Fred the Caveman) è una serie televisiva animata canadese-francese del 2002, creata da Jacques Bastello e basato su un'idea di Rudi Bloss.
La serie è stata trasmessa per la prima volta in Canada su Teletoon dal 2 settembre al 1º novembre 2002, per un totale di 13 episodi (e 39 segmenti) ripartiti su una stagione. Viene poi trasmessa in Francia su M6, coinvolta nel progetto già dal 1999, mentre in Italia la serie è stata trasmessa su RaiSat Ragazzi dal 16 febbraio 2004.

## Personaggi e doppiatori
- Fred, voce italiana di Carlo Reali
- Max, voce italiana di Fabrizio Pucci
- Emma, voce italiana di Claudia Razzi